# Anastasius Demler

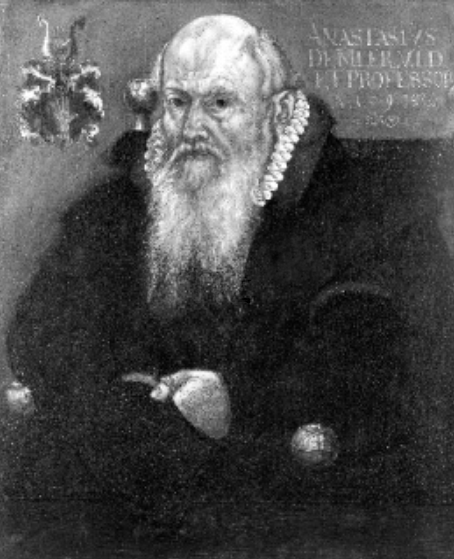
Anastasius Demler – Ölbildnis von Hans Ulrich Alt in der Tübinger Professorengalerie, 1590

Anastasius Demler (* 7. November 1520 in Marbach am Neckar; † 22. Juli 1591 in Tübingen) war ein deutscher Jurist.

## Leben
Anastasius Demler studierte in Tübingen und wurde dort Professor für beide Rechte sowie Beisitzer am Hofgericht. Er war Advokat der Reichsritterschaft Schwaben, Inspektor des Martinianums sowie Rektor der Universität Tübingen. Sein Porträt hängt in der Tübinger Professorengalerie. Er war der Schwiegervater von Erhard Cellius.